# Air Seoul
Air Seoul (кор. 에어서울), — южнокорейская бюджетная авиакомпания, дочерняя компания Asiana Airlines. Базируется в международном аэропорту Инчхон в Сеуле, откуда выполняет рейсы по внутренним и международным направлениям. Начала свою деятельность 11 июля 2016 года, с октября 2016 года выполняет международные рейсы. Эксплуатирует самолёты Airbus A321.

## История
С начала 2014 года Asiana Airlines рассматривала возможность запуска второго дочернего бюджетного перевозчика в дополнение к Air Busan. Первоначально компания столкнулась с трудностями при реализации проекта из-за катастрофы Boeing 777 авиакомпании Asiana Airlines в Сан-Франциско в июле 2013 года. Asiana владеет лишь миноритарной 46%-ной долей в Air Busan, однако она имеет контрольный пакет акций в Air Seoul. Air Busan базируется в Пусане, что позволило другим бюджетным авиакомпаниям, таким как Jin Air и Jeju Air, выйти на рынок Сеула. Впоследствии в Сеуле стала базироваться и Air Seoul. Целями Air Seoul являются усиление конкуренции Asiana с другими южнокорейскими бюджетными авиакомпаниями и улучшение показателей Asiana на определённых рынках, таких как второстепенные города Японии.
Авиакомпания была основана 7 апреля 2015 года. В июне 2016 года Air Seoul начала выполнение пробные рейсы внутри Южной Кореи. 5 июля 2016 года Министерство земельных ресурсов, инфраструктуры и транспорта объявило о выдаче Air Seoul сертификата эксплуатанта. Полёты из аэропорта Кимпхо в Сеуле в Чеджу начались 11 июля. В октябре 2016 года авиакомпания начала выполнять первые международные рейсы в Японию.

## Корпоративные данные
Air Seoul является дочерней компанией Asiana Airlines. Её штаб-квартира расположена в Kumho Asiana Main Tower в Сеуле, а её CEO является Чо Джин-ман.

## Пункты назначения
По состоянию на июль 2023 года Air Seoul выполняет рейсы по следующим направлениям:
| Страна                    | Город         | Аэропорт                                         | Прим.      | Ист.                 |
| ------------------------- | ------------- | ------------------------------------------------ | ---------- | -------------------- |
| Камбоджа                  | Сиемреап      | Международный аэропорт Сиемреап                  |            | [ 11 ] [ 12 ]        |
| Китай                     | Гонконг       | Международный аэропорт Гонконг                   |            | [ 11 ] [ 13 ]        |
| Китай                     | Линьи         | Аэропорт Линьи-Циян                              |            | [ 14 ] [ 15 ]        |
| Китай                     | Макао         | Международный аэропорт Макао                     | Прекращено | [ 12 ] [ 16 ]        |
| Китай                     | Яньтай        | Международный аэропорт Яньтай-Пэнлай             |            | [ 17 ]               |
| Китай                     | Чжанцзяцзе    | Международный аэропорт Чжанцзяцзе-Хэхуа          |            | [ 15 ] [ 18 ]        |
| Гуам                      | Хагатна       | Международный аэропорт имени Антонио Б. Вон Пата |            | [ 11 ] [ 13 ]        |
| Япония                    | Фукуока       | Аэропорт Фукуока                                 |            | [ 11 ] [ 19 ]        |
| Япония                    | Хиросима      | Аэропорт Хиросима                                | Прекращено | [ 12 ] [ 20 ]        |
| Япония                    | Кумамото      | Аэропорт Кумамото                                |            | [ 11 ] [ 21 ] [ 22 ] |
| Япония                    | Нагасаки      | Аэропорт Нагасаки                                |            | [ 12 ]               |
| Япония                    | Наха          | Аэропорт Наха                                    | Прекращено | [ 23 ] [ 24 ]        |
| Япония                    | Осака         | Международный аэропорт Кансай                    |            | [ 11 ] [ 13 ]        |
| Япония                    | Саппоро       | Новый аэропорт Титосе                            |            | [ 25 ]               |
| Япония                    | Сидзуока      | Аэропорт Сидзуока                                | Прекращено | [ 12 ] [ 26 ]        |
| Япония                    | Такамацу      | Аэропорт Такамацу                                |            | [ 11 ] [ 12 ]        |
| Япония                    | Токио         | Международный аэропорт Нарита                    |            | [ 11 ] [ 13 ]        |
| Япония                    | Тояма         | Аэропорт Тояма                                   | Прекращено | [ 22 ] [ 27 ]        |
| Япония                    | Убе           | Аэропорт Ямагути-Убе                             | Прекращено | [ 22 ] [ 27 ]        |
| Япония                    | Йонаго        | Аэропорт Михо-Йонаго                             |            | [ 12 ]               |
| Малайзия                  | Кота-Кинабалу | Международный аэропорт Кота-Кинабалу             |            | [ 11 ] [ 12 ]        |
| Северные Марианские Ос-ва | Сайпан        | Международный аэропорт Сайпан                    |            | [ 28 ]               |
| Филиппины                 | Калибо        | Международный аэропорт Калибо                    |            | [ 11 ] [ 29 ]        |
| Южная Корея               | Пусан         | Международный аэропорт Кимхэ                     | Прекращено | [ 30 ]               |
| Южная Корея               | Чхонджу       | Международный аэропорт Чхонджу                   | Прекращено | [ 31 ]               |
| Южная Корея               | Чеджу         | Международный аэропорт Чеджу                     |            | [ 32 ] [ 33 ]        |
| Южная Корея               | Сеул          | Международный аэропорт Кимпхо                    |            | [ 32 ] [ 33 ]        |
| Южная Корея               | Сеул          | Международный аэропорт Инчхон                    | Хаб        | [ 32 ]               |
| Вьетнам                   | Дананг        | Международный аэропорт Дананг                    |            | [ 11 ] [ 25 ]        |
| Вьетнам                   | Ханой         | Международный аэропорт Нойбай                    |            | [ 11 ] [ 34 ]        |
| Вьетнам                   | Нячанг        | Международный аэропорт Камрань                   |            | [ 11 ] [ 34 ]        |

## Флот

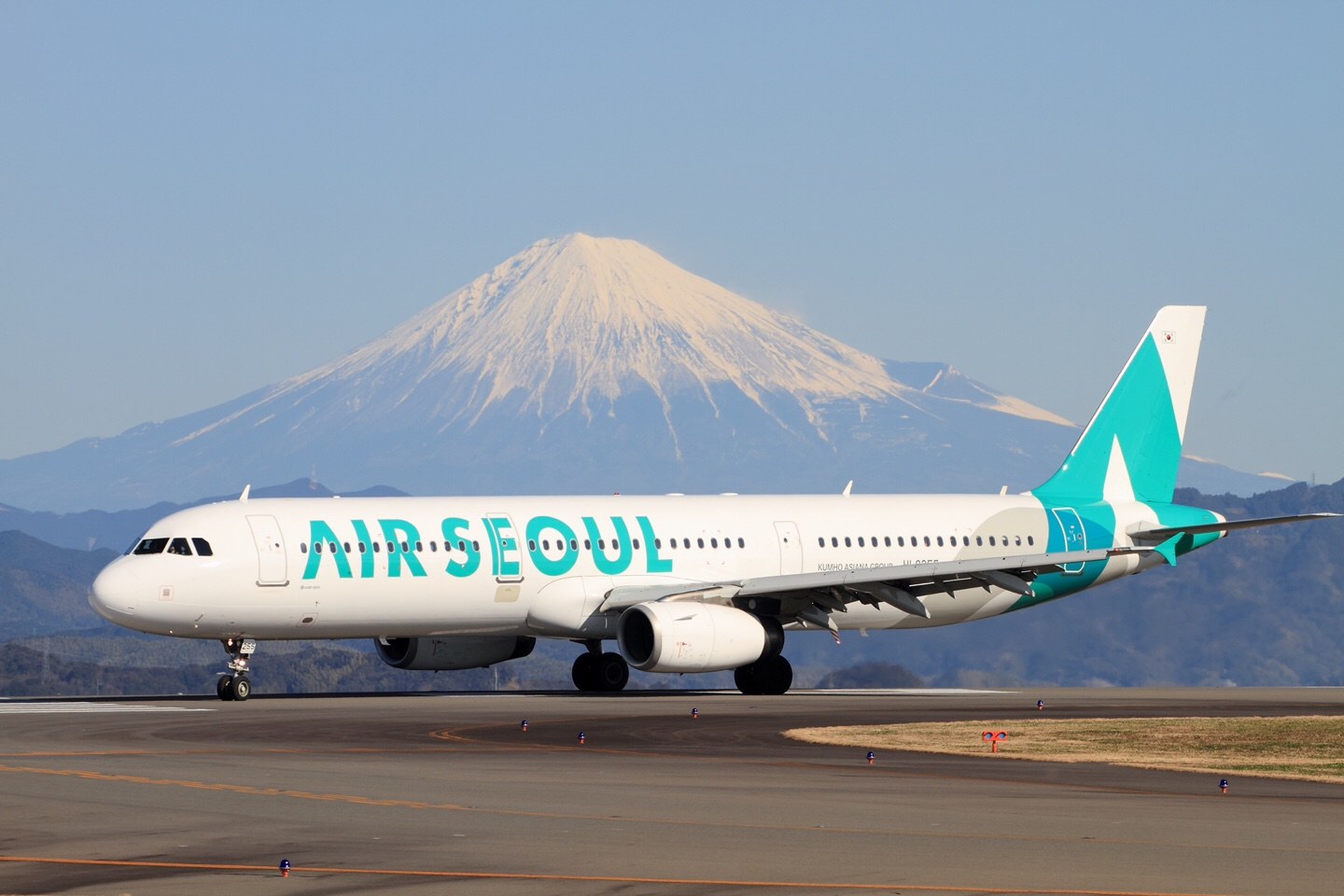
Airbus A321 авиакомпании Air Seoul в

### Нынешний флот
По данным на июль 2023 года, Air Seoul эксплуатировала следующие воздушные суда:
| Airbus A321-200 | 6 | — |     |  |  |  |
| Airbus A321-200 | 6 | — | 195 |  |  |  |
| Airbus A321-200 | 6 | — | 220 |  |  |  |
| Всего           | 6 | — |     |  |  |  |

### Бывший флот
Air Seoul ранее эксплуатировала следующие воздушные суда:
| Тип             | Количество | Ввод | Вывод | Примечания                   |
| --------------- | ---------- | ---- | ----- | ---------------------------- |
| Airbus A321-200 | 3          | 2017 | 2021  | Бывшие борта Asiana Airlines |

## Обслуживание
Все самолёты авиакомпании имеют одноклассную конфигурацию, имея только экономический класс.
7 ноября 2016 года Air Seoul объявила о сотрудничестве с Naver WEBTOON в создании видеоролика о безопасности полетов. Некоторые из манхв, показанных в этом видео, — Denma, The Sound of Heart и Noblesse. В январе 2017 года Air Seoul начала предлагать пассажирам бортовой журнал Your Seoul . Журнал содержит рекламу туристических достопримечательностей в Сеуле. 21 марта 2019 года авиакомпания Air Seoul в сотрудничестве с LICO из Naver WEBTOON представила новое видео о безопасности полётов. Air Seoul — первая корейская авиакомпания, выпустившая видеоролик о безопасности полётов, основанный на 3D-анимации, созданной с использованием персонажа LICO Хван Гу. 7 октября 2019 года авиакомпания Air Seoul запускает систему развлечений на борту под названием Cinema in the Sky.